# アクアビーナス
『アクアビーナス』は、2006年12月に平和が発売した5号機のパチスロ機。完全告知のパチスロ機である。保通協における型式名は、「アクアビーナスK」。
2007年には、『アクアビーナス30』も発売された。こちらはコインの大きさが異なる沖スロのひとつ。低設定でのボーナス確率が低くなったものの、ゲーム性は『アクアビーナス』とほぼ同じである。

## 概要
リプレイとの同時抽選が主なボーナス抽選機。ボーナス当選後はリプレイ確率が大幅に高くなるため、リプレイが連続することでボーナス当選の期待感が高まる。またボーナス当選後3Gはリプレイ以外の小役フラグ成立の場合でも告知が次ゲームに持ち越されるので、リプレイ連続中に小役を挟んだ場合でもボーナス当選の期待が持てる。なお、リプレイの同時当選期待度は約3 - 4%（設定差あり、25パイの場合）となっている。
ただし、持ち越し中であっても、小役を取りこぼした場合は、そのゲームで告知される（取りこぼしが確定した時点で告知されるため、第1リールまたは第2リール停止で告知された場合は同時当選または当選後の小役を取りこぼしたことが確定する）。また、持ち越し中にクレジットを精算すると、精算後に告知が発生するため、ボーナス当選に気づかずにやめてしまうことを防げるようになっている。
スタート音の遅れも搭載している。遅れが発生するのは、チェリーのみの単独当選またはボーナス当選のいずれかの場合である。なお、このとき告知は次ゲームまたは、クレジット精算した時に行われる（遅れを伴わないチェリーでのボーナス同時当選の場合は最終リール停止後に必ず告知される）。
チェリー同時当選の場合はビッグボーナス確定である。チェリーでの期待度は約26%（設定差なし、25パイの場合）となっている。それ以外には確率は低いものの、単独でのボーナス当選がある。